# Прива
Прива́ (фр. Privas) — город на юго-востоке Франции, префектура департамента Ардеш. Население — 8,7 тыс. жителей. Самая малонаселенная префектура Франции.

## География
Расположен на реке Увез, у подножия плато Куарон.

## История
Поселение возникло в эпоху Меровингов. Некоторое время оно находилось в составе графства Тулузы, затем было передано под управление Пуатье. В конце XIII в. получило статус города. В XVI веке Прива был одним из центров французского протестантизма.

## Экономика
Прива является центром производства кондитерских изделий на основе каштанов, распространенных в этой местности.

## Транспорт
Прива — единственная префектура во Франции, не имеющая железнодорожного сообщения.

## Интересные факты
Прива не только самая малонаселенная префектура Франции, но и в собственном департаменте занимает лишь пятое место по численности населения.